# Steve Scott (rugby à XV)
Pour les articles homonymes, voir Scott et Steve Scott.
Pas d'image ? Cliquez ici

a Compétitions nationales et continentales officielles uniquement.

b Matchs officiels uniquement.
Dernière mise à jour le 16/02/2017.
Stephen Scott, ou Steve Scott, est né le 26 juillet 1974 à Galashiels (Écosse) est un ancien joueur de rugby à XV. Il compte 11 sélections avec l'équipe d'Écosse entre 2000 et 2004, évoluant au poste de talonneur (1,82 m et 107 kg). Il est depuis 2013 entraîneur assistant d'Édimbourg Rugby.

## Carrière

### En club
- 19xx-19xx : Melrose RFC
- 19xx-1998 : Gala RFC
- 1998-2003 : Édimbourg Rugby
- 2003-2007 : Border Reivers

### En équipe nationale
Il a eu sa première cape internationale le 1er juillet 2000 à l’occasion d’un match contre l'équipe de Nouvelle-Zélande. Il n'a jamais été titulaire.

## Palmarès
- 11 sélections
- Sélections par années : 2 en 2000, 4 en 2001, 3 en 2002, 2 en 2004
- Tournoi des Six Nations disputé: 2001.